# Nervous Rex
Nervous Rex ist eine Comicserie des kanadischen Comicators und -zeichners William Van Horn. Die von September 1985 bis März 1987 im US-amerikanischen Independent-Verlag Blackthorne (Verlag) erschienene, in schwarzweiß gehaltene Serie besteht aus 10 Heften und erzählt Episoden aus dem Leben des Tyrannosaurus Nervous Rex, seiner Ehefrau Schnucki (engl. Dearie) sowie seinen Freunden Big Ronald und Schlurchi (engl. Slowcums).
Eine deutsche Ausgabe ausgewählter Nervous Rex Geschichten erschien 1996 im Verlag Thomas Tilsner in zwei Comicalben.